# Třída Mercure
Třída Mercure je třída pobřežních minolovek vyvinutých pro francouzské námořnictvo. Francie po postavení prototypu Mercure (M 765) neobjednala další plavidla, avšak šest dalších jednotek bylo postaveno pro německé námořnictvo jako třída Vegesack (typ 321). Později všechny německé lodě této třídy zakoupilo Turecko.

## Stavba
Minolovky třídy Mercure postavila loděnice Constructions Mécaniques de Normandie (CMN) v Cherbourgu. Prototyp pro francouzské námořnictvo byl do služby přijat 20. prosince 1958. V letech 1959-1960 bylo pro německé námořnictvo postaveno dalších šest kusů. Německo je provozovalo v letech 1959–1973. V roce 1975 byly v rámci vojenské pomoci prodány Turecku.
Jednotky třídy Mercure:
| Jméno             | Spuštěna | Vstup do služby   | Status                                                                                |
| ----------------- | -------- | ----------------- | ------------------------------------------------------------------------------------- |
| Mercure (M 765)   |          | 20. prosince 1958 | roku 1980 přestavěna na loď pro ochranu rybolovu (A 765), vyřazena na počátku 90. let |
| Vegesack (M 1250) | 1959     | 19. září 1959     | vyřazen 31. prosince 1973, prodána Turecku jako Kuşadası (P 302, ex M 524)            |
| Hamelin (M 1251)  | 1959     | 15. října 1959    | vyřazen 31. prosince 1973, prodána Turecku jako Kozlu (P 301, ex M 523)               |
| Detmold (M 1252)  | 1959     | 20. února 1960    | vyřazen 31. prosince 1973, prodána Turecku jako Kerempe (M 521)                       |
| Worms (M 1253)    | 1960     | 30. dubna 1960    | vyřazen 31. prosince 1973, prodána Turecku jako Karamürsel (M 520)                    |
| Siegen (M 1254)   | 1960     | 9. července 1960  | vyřazen 31. prosince 1973, prodána Turecku jako Kilimli (M 522)                       |
| Passau (M 1255)   | 1960     | 15. října 1960    | vyřazen 31. prosince 1973, prodána Turecku jako Kemer (M 525)                         |

## Konstrukce
Trup byl postaven ze dřeva vyztuženého nemagnetickými kovy. Nástavby byly vyrobeny z lehkých slinin. Plavidla byla vyzbrojena dvěma 20mm kanóny. Pohonný systém tvořily dva diesely o výkonu 4000 bhp, pohánějící dva lodní šrouby. Nejvyšší rychlost dosahovala 15 uzlů. Německá plavidla poháněly diesely Mercedes-Benz MB-812 Db o celkovém výkonu 1320 bhp. Nejvyšší rychlost dosahovala 14,5 uzlu.